# Trafalgar (Nouvelle-Écosse)
Pour les articles homonymes, voir Trafalgar.
Trafalgar est une communauté rurale située dans la région d'Eastern Shore (en) en Nouvelle-Écosse au Canada. Elle est située le long de la route 374.

## Toponymie
La communauté est nommée d'après la bataille de Trafalgar. Cependant, son nom n'est pas prononcé de la même manière que Trafalgar en Angleterre puisque l'emphase est mise sur la première syllabe.